# Carlos Cuevas
Carlos Cuevas Sisó (Moncada y Reixach, Barcelona, España; 27 de diciembre de 1995) es un actor español, conocido principalmente por sus papeles de Biel Delmàs en la serie Ventdelplà (2005-2010), de Pol Rubio en las series Merlí (2015-2018) y su secuela Merlí: Sapere aude (2019-2021) y de Alex en la serie Smiley (2022). También por Marcos García de Blas en Cuéntame como pasó en 44 capítulos (2016-2019).

## Biografía
Cuevas empezó a actuar en el mundo publicitario cuando tenía cinco años. En 2002, debutó como actor en una película producida por TVC, La mujer de hielo, dirigida por Lídia Zimmerman y protagonizada por Marc Cartes y Natasha Yarovenko. Desde 2004 ha trabajado como actor de doblaje para campañas publicitarias de televisión y radio, además de películas. Se inició en el mundo televisivo en 2003 con un capítulo de Trilita, serie de TV3 dirigida por El Tricicle.
En 2005, y con tan solo nueve años, se dio a conocer al público catalán gracias al papel de Biel Delmàs en la serie Ventdelplà de TV3, donde estuvo trabajando hasta 2010 durante 330 capítulos en las siete temporadas que duró la serie.
En 2009, hizo su primera incursión en el cine con el papel de Dani en la película Cruzando el límite, de Xavi Giménez y producida por Filmax.
En 2011, subió a los escenarios del Teatro Borràs para protagonizar junto con Clara Segura y Montse Vellvehí la obra teatral Madame Melville, de Richard Nelson, dirigida por Àngel Llàcer.
En 2012, formó parte del elenco de la primera temporada de la serie de misterio de Antena 3 Luna, el misterio de Calenda, donde interpretó a Tomás y compartió escenas con Olivia Molina y Álvaro Cervantes entre otros.
A finales de ese año volvió a subirse a los escenarios del Teatro Nacional de Cataluña para protagonizar junto a Andreu Benito, Ángela Jové, Francesc Garrido, Jaume Madaula, Joan Carreras, Andrés Herrada, Mikel Iglesias, Albert Espinosa, Daniel Sicart, Andreu Rifé, Albert Baró, Clara de Ramón y Òscar Blanco la obra Els nostres tigres beuen llet, donde Albert Espinosa dice haber creado su familia ficticia con lo bueno y lo mejor del teatro catalán.
Desde el 8 de mayo al 22 de junio de 2013, estuvo trabajando otra vez en el TNC, junto con Emma Vilarasau, Míriam Iscla, Anna Moliner, Jordi Banacolocha, Pep Planas, Pepa López y Joan Carreras, realizando la obra Barcelona, dirigida por Pere Riera, que trata sobre la guerra civil española, justo en el día que Barcelona fue bombardeada por las tropas franquistas.
En 2015, actuó en la película Ahora o nunca dirigida por María Ripoll y protagonizada por Dani Rovira y María Valverde. También ese año se unió al reparto de la serie de TV3 Merlí, donde interpretó a Pol Rubio. La serie, debido a su gran aceptación entre el público, fue emitida posteriormente doblada al castellano en la cadena de ámbito nacional laSexta.
En 2016, hizo una pequeña aparición en la serie El Ministerio del Tiempo, donde interpretó a un ficticio youtuber de éxito. En mayo se subió de nuevo a las tablas para protagonizar el clásico de Shakespeare Romeo y Julieta en el Espai La Seca de Barcelona junto a Clàudia Benito y bajo la dirección de Marc Chornet. En septiembre de ese año, volvió a meterse en la piel del joven Pol Rubio en la serie de televisión catalana Merlí.
En octubre de 2016, se anuncia su fichaje para la decimoctava temporada de la serie de Cuéntame cómo pasó, donde interpreta a Marcos.
En 2017 vuelve al teatro con Galileo, una obra destinada al público juvenil y con banda sonora de Love of Lesbian.
Junto a su compañera de reparto en la serie Merlí, Elisabet Casanovas, es el encargado de dar las campanadas y recibir el 2017 en la televisión pública catalana.
En 2019, estrenó la serie de Bambú Producciones para Antena 3 45 revoluciones, la cual protagonizó dando vida a Rober, y el spin-off de Merlí, Sapere Aude, en Movistar+, que contó con dos temporadas y se centró en el personaje de Pol Rubio durante su primer curso en la universidad. La serie no fue renovada por una tercera temporada debido a que el actor no quería seguir con el proyecto diciendo que «Pol es un personaje al que quiero mucho pero ya se me hace pesado» y que quería hacer papeles más maduros. Ese mismo año, se confirmó su incorporación al reparto de la serie de Netflix Alguien tiene que morir, una serie creada y dirigida por Manolo Caro que se estrenó en el último trimestre del año 2020.
Durante el verano de 2021 estrenó la película Donde caben dos, dirigida por Paco Cabellero, donde interpretará al camarero de un local de intercambio de parejas. También ese año, actuó como Giacomo en la serie italiana Leonardo de la Rai Italia, estrenada en abril de 2021, siendo su primera participación en una serie de habla inglesa y se confirmó que formaría parte del reparto en la serie producida por Amazon Prime Video y RTVE Sin límites que retratará la primera vuelta al mundo en barco por la expedición liderada por Elcano y Magallanes y que se grabó durante la primavera y verano de 2021.
En 2022, actúa el papel principal de la serie Smiley, de Guillem Clua, con Miki Esparbé y Cedrick Mugisha.
2024 Interviene, como actor de reparto, en la película ¿Es el enemigo? La película de Gila, dirigida por  
```
   Alexis Morante
```

## Filmografía

### Cine
| Año  | Título                | Personaje        | Director           | Notas        |
| ---- | --------------------- | ---------------- | ------------------ | ------------ |
| 2010 | Cruzando el límite    | Dani             | Xavi Giménez       |              |
| 2015 | Ahora o nunca         | Dani             | María Ripoll       |              |
| 2015 | De vuelta             | Alex             | Gabriel Dorado     | Cortometraje |
| 2019 | Gente que viene y bah | León Vélez       | Patricia Font      |              |
| 2020 | El verano que vivimos | Carlos Medina    | Carlos Sedes       |              |
| 2021 | Donde caben dos       | Iván             | Paco Caballero     |              |
| 2022 | La piel del tambor    | Father Cooey     | Sergio Dow         |              |
| 2023 | La ternura            | Azulcielo        | Vicente Villanueva |              |
| 2024 | La abadesa            | Borrell          | Antonio Chavarrías |              |
| 2024 | El 47                 | Pasqual Maragall | Marcel Barrena     |              |
| 2024 | ¿Es el enemigo?       | Pedro Tabales    | Alexis Morante     |              |

### Televisión
| Año         | Título                       | Personaje                     | Notas                            |
| ----------- | ---------------------------- | ----------------------------- | -------------------------------- |
| 2003        | La mujer de hielo            | Joan                          | Telefilme                        |
| 2005 – 2010 | Ventdelplà                   | Biel Delmàs Clarís            | Elenco principal; 358 episodios  |
| 2012        | Luna, el misterio de Calenda | Tomás                         | Elenco secundario; 12 episodios  |
| 2014        | Barcelona                    | Tinet                         | Telefilme                        |
| 2015 – 2018 | Merlí                        | Pol Rubio                     | Elenco principal; 40 episodios   |
| 2016        | Em dic Manel!                | Carlos                        | 1 episodio                       |
| 2016        | El ministerio del tiempo     | Javier Jiménez «Nexus 6»      | Elenco secundario; 3 episodios   |
| 2016 – 2017 | Campanadas Fin de Año        | Él mismo                      | Presentador; especial televisivo |
| 2016 – 2019 | Cuéntame cómo pasó           | Marcos García de Blas         | Elenco secundario; 44 episodios  |
| 2019        | 45 revoluciones              | Roberto «Robert» Aguirre      | Elenco principal; 13 episodios   |
| 2019 – 2021 | Merlí: Sapere aude           | Pol Rubio                     | Protagonista; 16 episodios       |
| 2020        | Memorias de Idhún            | Alsan (voz)                   | Elenco principal; 5 episodios    |
| 2020        | Alguien tiene que morir      | Alonso Aldama                 | Elenco principal (miniserie)     |
| 2021        | Leonardo                     | Gian Giacomo Caprotti «Salai» | Elenco principal; 6 episodios    |
| 2022        | Sin límites                  | Martino                       | Elenco principal (miniserie)     |
| 2022        | Historias para no dormir     | Javier (joven)                | Aparición especial; 1 episodio   |
| 2022        | Smiley                       | Álex                          | Protagonista; 8 episodios        |
| 2023        | Citas Barcelona              | Jan                           | Aparición especial; 1 episodio   |

### Teatro
| Año  | Título                        | Personaje | Director        |
| ---- | ----------------------------- | --------- | --------------- |
| 2011 | Madame Melville               | Carl      | Àngel Llàcer    |
| 2012 | Els nostres tigres beuen llet | Rocco     | Albert Espinosa |
| 2013 | Barcelona                     | Tinet     | Pere Riera      |
| 2016 | Romeo y Julieta               | Romeo     | Marc Chornet    |
| 2017 | Galileo                       | Sagredo   | Carme Portaceli |
| 2024 | Jauría                        | ¿?        | Miguel Del Arco |